# MZ ('t Zandt)
MZ uit 't Zandt is een historisch Nederlands motorfietsmerk.
Het bedrijf van J.K. van der Molen uit 't Zandt (Groningen) presenteerde in 1952 een kleine 43cc-scooter met een Varel-blokje. Deze MZ 50 werd aangedreven via een rol op het achterwiel en moest worden aangelopen. 
In 1953 kwam een wettelijke bepaling dat bromfietsen trappers moesten hebben waardoor dit model weer verdween. Van der Molen bracht hierna een zwaarder model onder de naam Varelli op de markt. Dit was echter een geïmporteerd product van Varel.
Er bestaat nog een merk met de naam MZ: zie MZ (Zschopau).